# Neuvillette-en-Charnie
Neuvillette-en-Charnie é uma comuna francesa na região administrativa do País do Loire, no departamento de Sarthe. Estende-se por uma área de 14.7 km². Em 2010 a comuna tinha 292 habitantes (densidade: 19,9 hab./km²).